# Перельман Наум Фроймович
Наум Фроймович Перельман (нар. 1947) — молдовський радянський та американський фізик-теоретик, доктор фізико-математичних наук (1982), професор.

## Біографія
Випускник фізико-математичного факультету Кишинівського університету. Працював у лабораторії фізичної кінетики Інституту прикладної фізики Академії наук Молдови. Кандидатську дисертацію за темою «Багатофотонні процеси в системах із воднеподібним спектром» захистив у 1973 році. Дисертацію доктора фізико-математичних наук за темою «Резонансні багатофотонні кінетичні процеси й кооперативні явища в сильних електромагнітних полях різного частотного складу» захистив у 1982 році під керівництвом В. А. Коварського.
Основні наукові праці в області квантової фізики, кінетичних процесів у молекулярних і твердотільних системах. У 1989 році в ключовій статті"Fractional revivals: universality in the long-term evolution of quantum wave packets beyond the correspondence principle dynamics" (із І. Ш. Авербухом) пояснив вплив ангармонійності на порушення принципу Еренфеста, відкривши можливість проміжних асимптотик квантової механіки, які виникають через явища інтерференції в багаторівневих системах (Averbukh—Perelman fractional revivals). Автор низки винаходів.
Із початку 1990-х років — проживає в США. Працював науковим співробітником у технічному центрі The BOC Group в Нью-Джерсі, до виходу на пенсію викладав у математичному відділенні Ратґерського університету.

## Монографії
- В. А. Коварский, Н. Ф. Перельман, И. Ш. Авербух. Неадиабатические переходы в сильном электромагнитном поле. Кишинёв: Штиинца, 1980. — 174 с.
- В. А. Коварский, Н. Ф. Перельман, И. Ш. Авербух. Многоквантовые процессы. М.: Энергоатомиздат, 1985. — 161 с.